# NGC 64
NGC 64 es una galaxia espiral localizada en la constelación de Cetus. Fue descubierta por Lewis Swift en 1886.